# Parc national de la Suisse saxonne
Le parc national de la Suisse saxonne (Nationalpark Sächsische Schweiz) est un parc national d'Allemagne situé en Saxe, près de la ville de Dresde. Créé le 12 septembre 1990, il couvre une superficie de 9 350 ha, en deux zones distinctes, au cœur de la partie allemande du massif gréseux de l'Elbe, en Suisse saxonne. Le parc national jouxte le parc national de la Suisse bohémienne (en tchèque: České Švýcarsko) en République tchèque.
Le point culminant et symbole du parc national de la Suisse saxonne est une mesa, le Lilienstein (405 m), située dans un méandre de l'Elbe.

## Origine du nom
Au XVIIIe siècle, les peintres suisses comparaient à leur pays le paysage caractéristique de roches et de pinacles rocheux qui longeaient l'Elbe au sud de Dresde, et le baptisèrent « Suisse saxonne ». Cette région est en effet célèbre pour son paysage qui n'est pas sans rappeler la Suisse.

## Géographie
La Suisse saxonne se distingue par un territoire très insolite : de hauts pinacles rocheux alternent avec les gorges et les canyons où s'écoule calmement l'Elbe. La vallée de l'Elbe est riche d'histoire, de châteaux et de bois mystérieux, mais ce sont surtout ses canyons, traversés par quelques monumentaux ponts de pierre, qui font la célébrité de la région et lui donnent une atmosphère de contes de fées. Les parois rocheuses, très nombreuses, en font notamment un paradis de l'escalade pour les grimpeurs de toutes sortes. Le plus haut sommet du parc national culmine à 556 mètres. La zone centrale du parc est presque entièrement recouverte de forêt, dont certaines parties n'ont pas connu d'interventions humaines, ce qui est rare en Europe centrale. 
Le caractère romantique du paysage a attiré très tôt les peintres et les touristes. Le célèbre peintre paysagiste Caspar David Friedrich (1774-1840) a réalisé dans ces lieux un grand nombre de ses tableaux.

## Faune

### Oiseaux
Plus de 250 espèces d’oiseaux ont été recensées dans le parc national. Environ 120 d’entre eux utilisent également les montagnes de grès de l’Elbe comme lieu de reproduction. Le faucon pèlerin, le hibou grand-duc et la chouette chevêche pygmée sont parmi les plus répandus. Le faucon pèlerin avait complètement disparu dans les années 1970 et a été réintroduit depuis le début des années 1990. La cigogne noire nouvellement installée a également une population stable. Le seul couple de faucons sacre d’Allemagne à ce jour s’est également reproduit en Suisse saxonne. Des espèces telles que le grand tétras ou l’engoulevent d’Amérique, qui étaient autrefois les espèces caractéristiques du parc national, sont encore éteintes dans toute la chaîne de montagnes.

### Mammifères
Les grands ongulés, comme le bison ou l’aurochs, étaient déjà éteints au Moyen Âge. Aujourd’hui, le parc national abrite principalement des cerfs élaphes et des sangliers. Des espèces exotiques, comme le mouflon ou le chamois, ont été introduites dans les montagnes par l’homme pour y chasser.
Les grands prédateurs, comme les ours bruns ou les loups, ont été exterminés il y a plusieurs centaines d’années. Le lynx a été trouvé sporadiquement dans le parc national depuis les années 1930. Des blaireaux, des martres rares, comme la martre des pins, et des loutres y vivent.
16 des 18 espèces de chauves-souris originaires d’Allemagne vivent en Suisse saxonne. La taupe est également répandue dans les montagnes et habite même les zones de roches de grès. La population de hérissons est en fort déclin en raison de l’augmentation du trafic automobile.

Plusieurs rongeurs vivent dans le parc national. L’écureuil est très répandu. De plus, on peut trouver des loirs et des noisetiers. Le castor a été réintroduit avec succès dans l’Elbe et ses affluents.

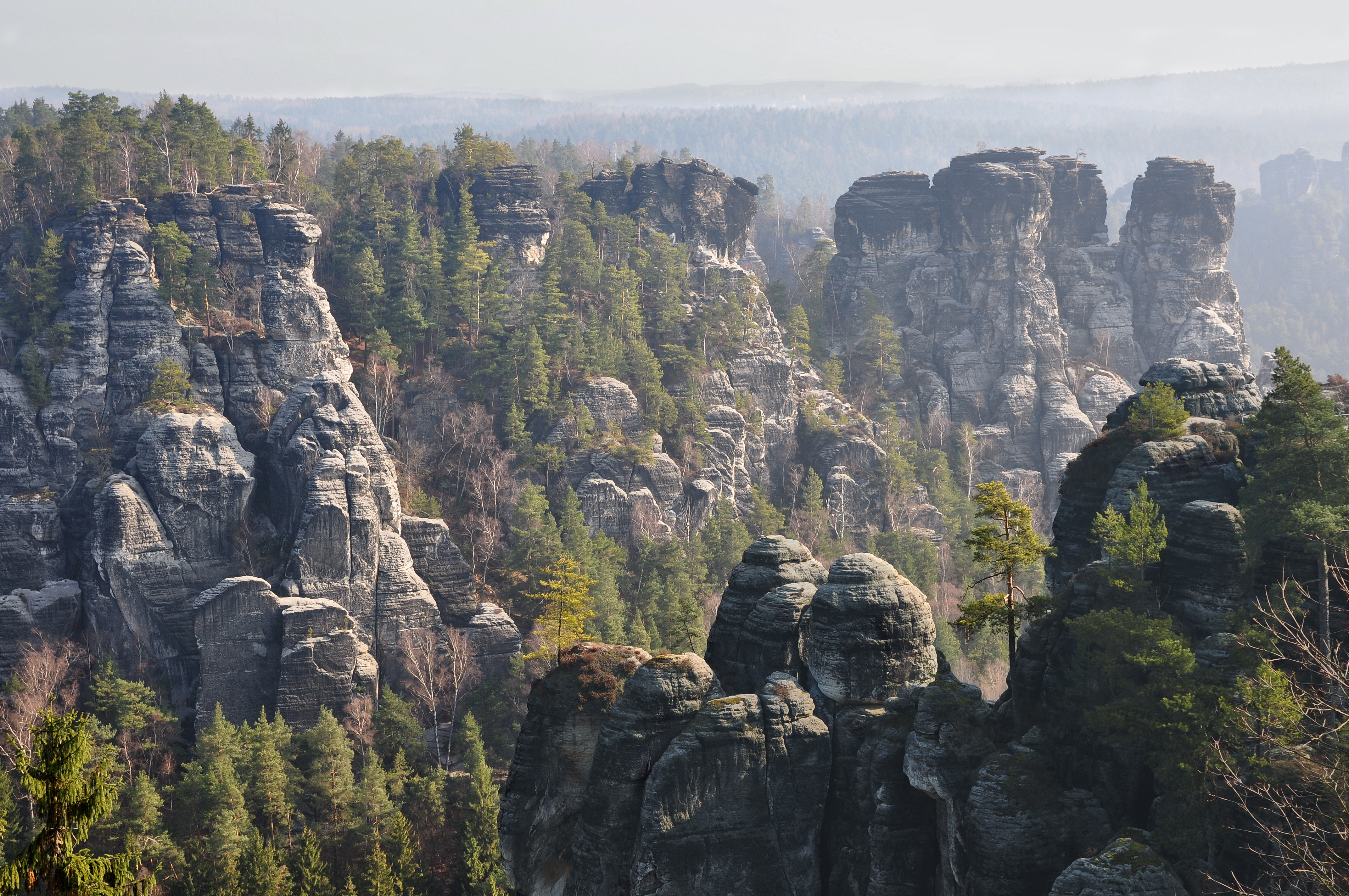
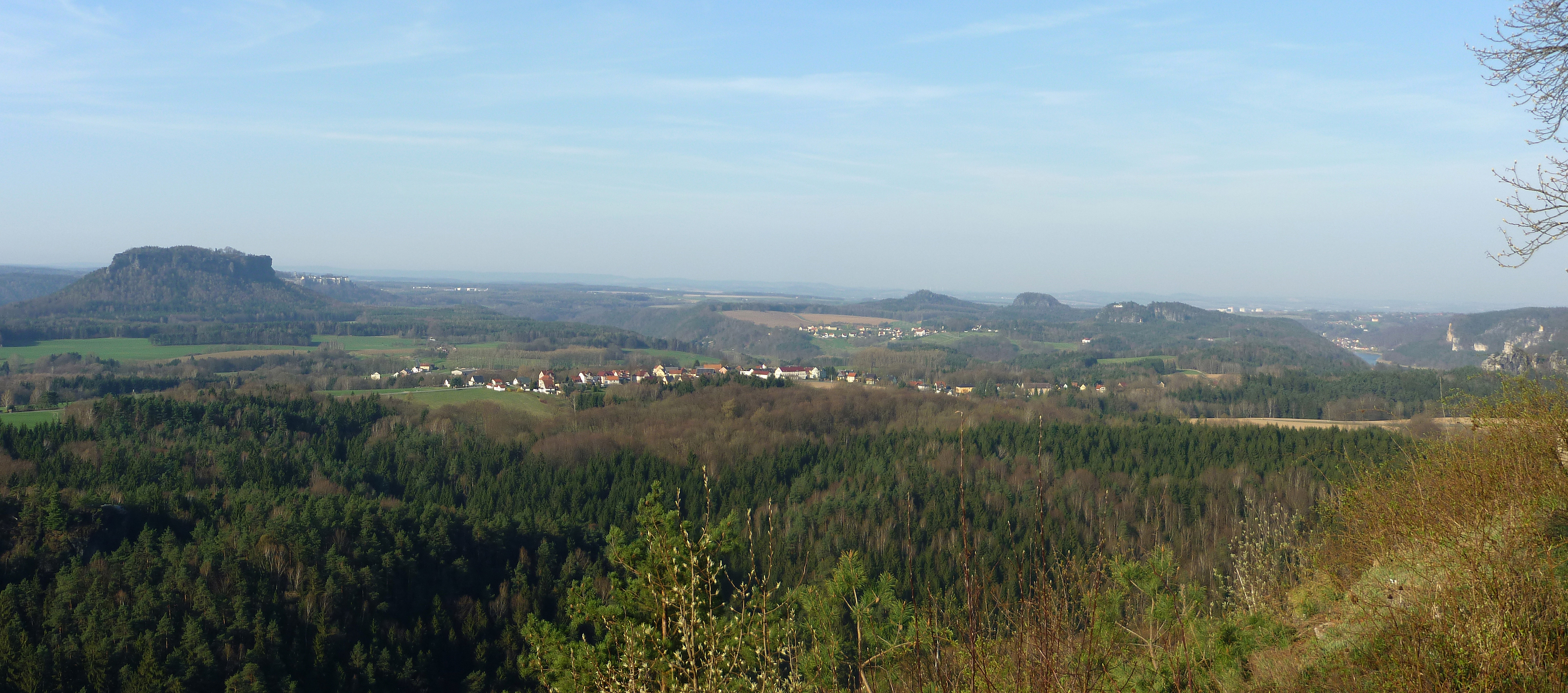
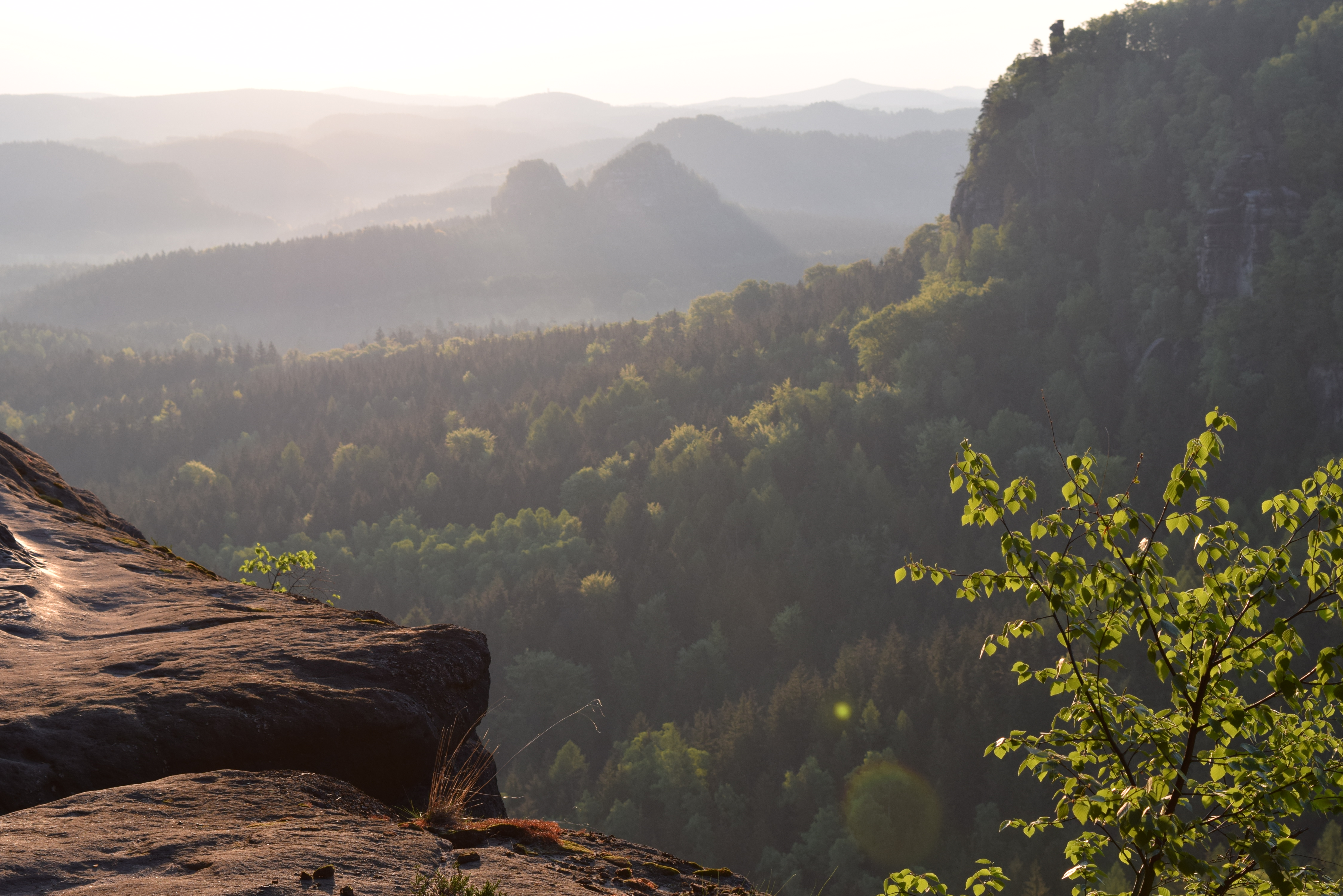
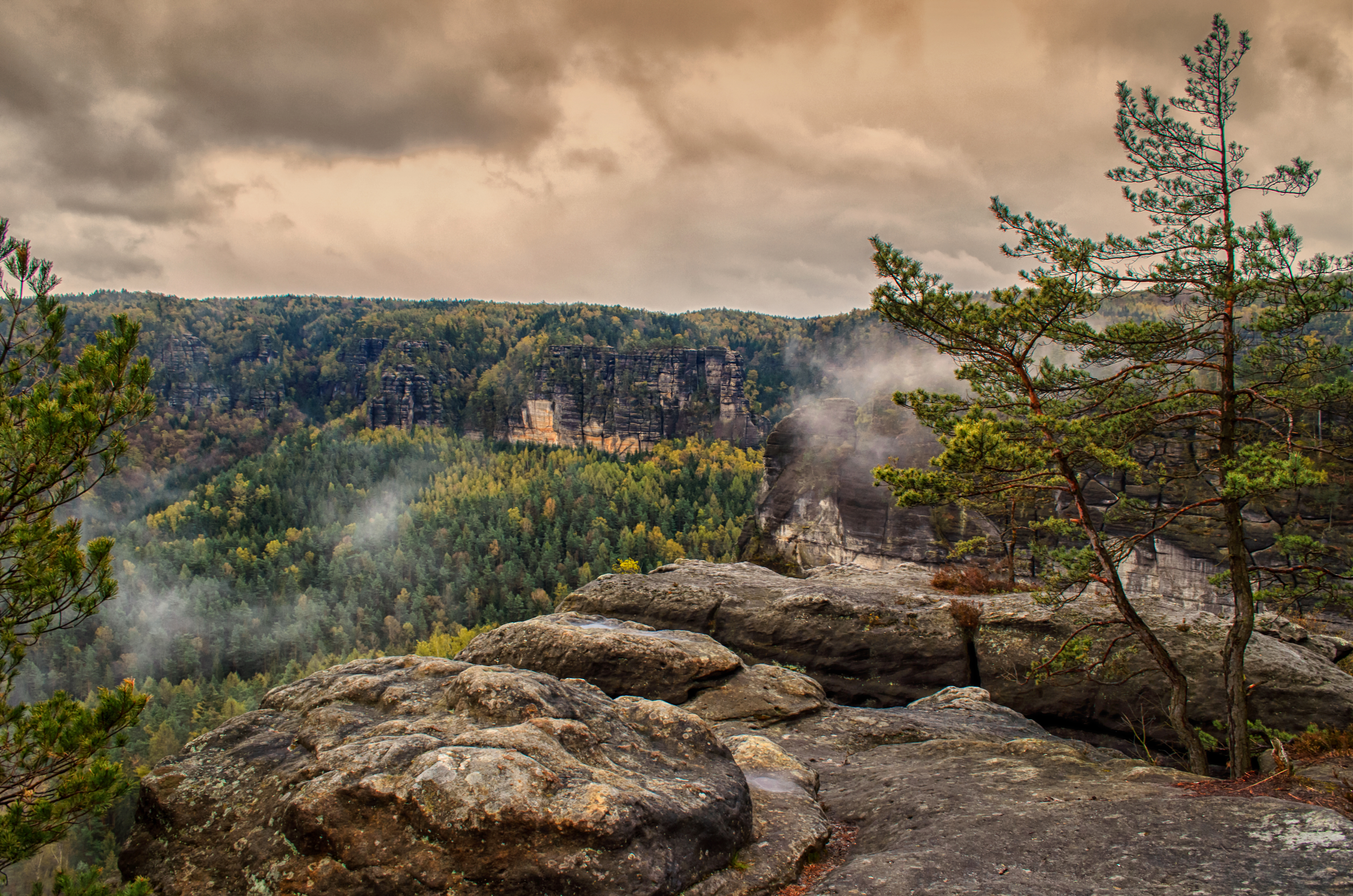
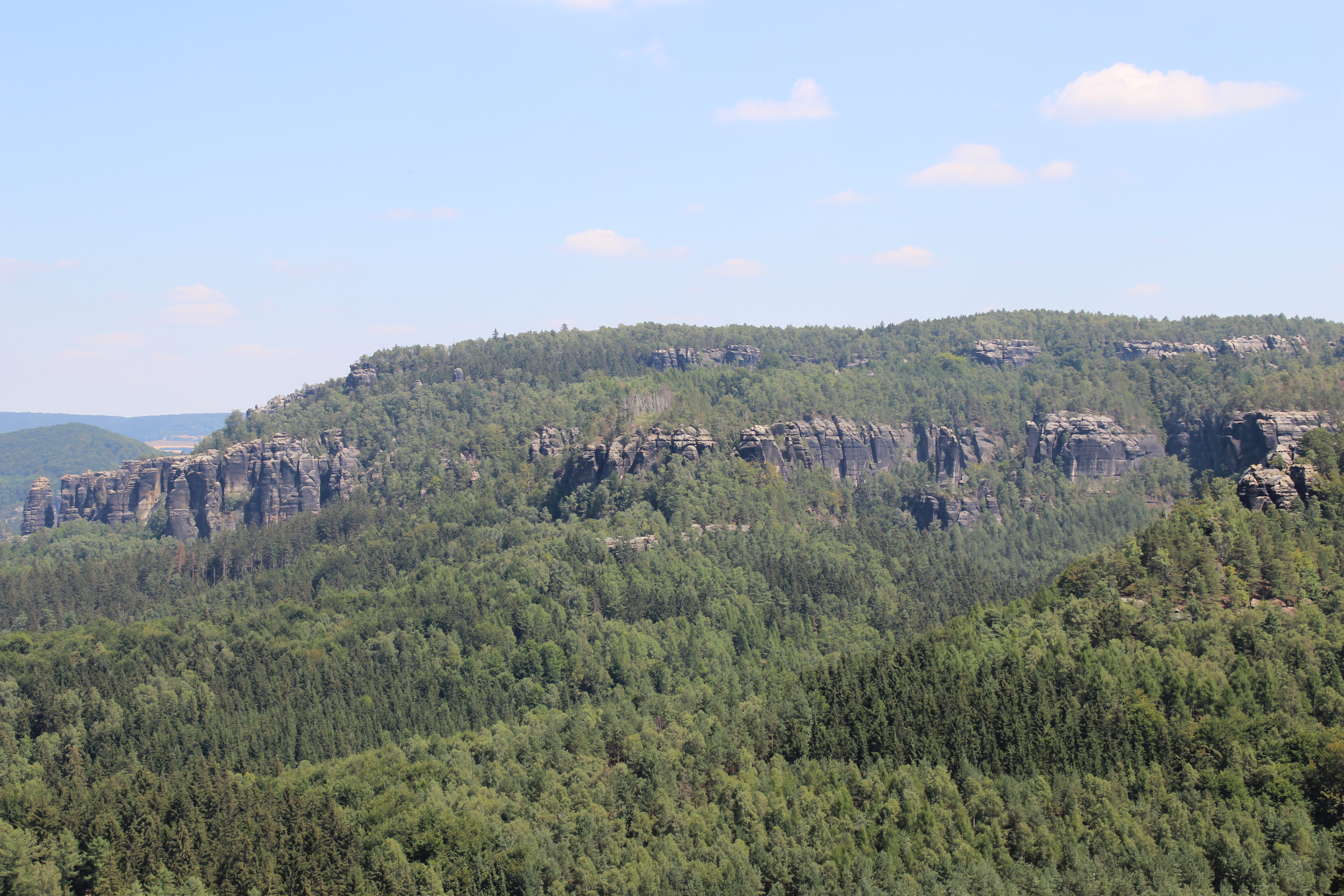